# Avrillé-les-Ponceaux

Avrillé-les-Ponceaux este o comună în departamentul Indre-et-Loire, Franța. În 1 ianuarie 2022 avea o populație de 475 de locuitori.